# Elberta (Alabama)
Elberta város az USA Alabama államában, Baldwin megyében. Lakosainak száma 1974 fő (2020. április 1.).

## Népesség
A település népességének változása:

| 2010 | 1 498 |
| 2020 | 1 974 |